# Cambra (reina)
A la mitologia britànica, Cambra era la filla de Belinus el Gran, un rei llegendari dels Britons, i casada amb Antenor, el segon Rei dels Cimmeris. Els Cimmeris van canviar el nom de la seva tribu a Sicambres en honor de Cambra. El fill petit de Cambra i Antenor, Priamus el més Jove, va succeí el seu pare als vint-i-sis anys.
Segons Johannes Trithemius, Cambra era tan bella i sàvia que la monarquia dels Francs la va obeir com si sigues un Oracle, i va convertir els bàrbars en persones civilitzades. Els Saxons, aparentment identificaven Cambra amb el mateix estatus que un Rei o un sacerdot i el nom de Sicambres venia de la forma Sy Camber, que definia aquells qui parlaven amb tanta saviesa com Cambra.
Segons la història de Gran Bretanya de John Lewis, Cambra va ensenyar als nobles a construir ciutats i castells; va ensenyar a les dones a vestir correctament i a utilitzar la modèstia, com cosir lli i cànem, i convertir-los en roba; va donar lleis i integritat a les persones; va ser profeta i sacerdotessa de Diana; va fer les lleis del Sicambres, per les que estava prohibit anomenar "prínceps" als fills del Rei de segones o terceres núpcies, per tal d'evitar confondre el regne. Va construir les ciutats de Neomag i Neopag i "va morir al voltant de l'Any de la Creació 3590, el 373aC, sent Jonathas l'Alt Sacerdot dels Jueus."